# اندرس بکگرن
اندرس بکگرن (انگلیسی: Anders Bäckegren؛ زادهٔ ۲۵ ژوئیهٔ ۱۹۶۸) بازیکن هندبال اهل سوئد است.